# Herzogtum Haynau
Das Herzogtum Haynau entstand 1248 als Teilherzogtum von Liegnitz. Es bestand bis 1453. Es diente zeitweilig auch als Leibgedinge von Brieger Herzoginnen. Residenzort war die gleichnamige Stadt Haynau (heute Chojnów in der Woiwodschaft Niederschlesien in Polen).

## Geschichte

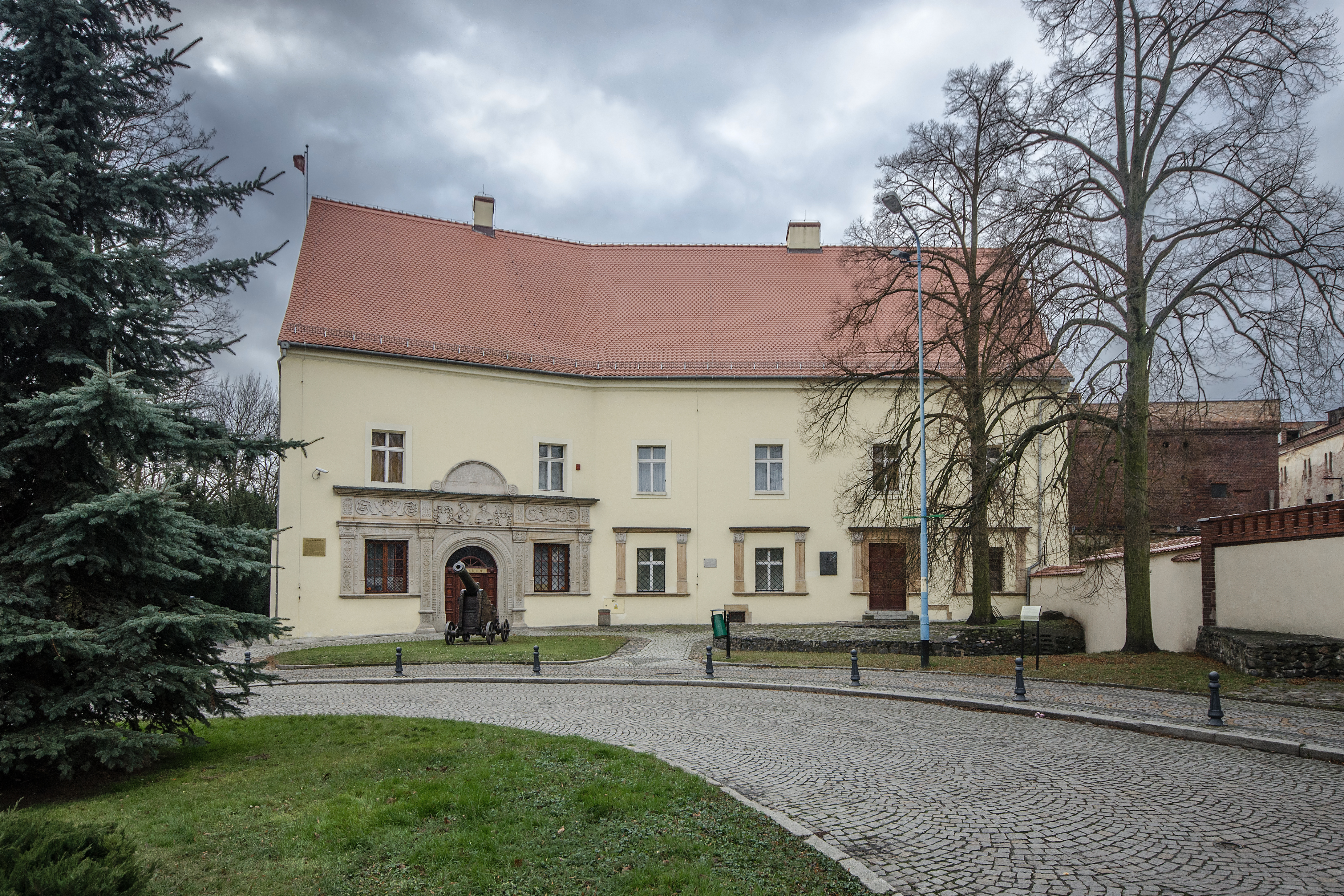
Schloss Haynau in Haynau

Das Gebiet von Haynau gelangte nach der Teilung des Herzogtum Schlesien 1248 an die Liegnitzer Linie der Schlesischen Piasten. Von 1291 bis 1297 hielt es der Glogauer Herzog Heinrich III. besetzt. Herzog Bolko I. von Schweidnitz erreichte 1297 als Vormund der Söhne seines Bruders Heinrich V. von Liegnitz und Breslau die Rückgabe des Haynauer Gebiets an diese. 
Als erster „Herzog von Haynau“ titulierte Heinrich IX., ein Sohn des Herzogs Heinrich VIII. Danach diente die Burg weiteren Familienmitgliedern als Residenz. 1446 verpfändete Herzog Heinrich X. Haynau an den Glogauer Herzog Heinrich IX. 1451 flüchtete Herzog Johann I. nach Haynau, als ihn die Liegnitzer nicht als Landesherrn anerkannten. Ab 1545 residierte Herzog Friedrich III. in Haynau, der zwei Jahre später Herzog von Liegnitz und 1559 abgesetzt wurde. Er baute 1546/47 die abgebrannte Herzogsburg wieder auf und gestaltete sie zu einem Renaissanceschloss um. Über dem Portal des Schlosses befinden sich Brustbilder von ihm und seiner Frau Katharina († 1586), Tochter des Herzogs Heinrich V. von Mecklenburg. Friedrichs Sohn Heinrich XI. wohnte während seiner Absetzung 1576–1580 in Haynau und danach bis 1596 Heinrichs Bruder Friedrichs IV.
Nach Friedrichs IV. Tod, der 1596 ohne Nachkommen verstarb, erbte Liegnitz sein Vetter aus der Brieger Linie, Herzog Joachim Friedrich, der das Herzogtum Liegnitz wieder mit dem Herzogtum Brieg vereinte. Er wies Friedrichs Witwe Anna von Württemberg Haynau als Leibgedinge zu. Auch nach ihrem Tod 1616 wurde das Schloss als Witwensitz verwendet.